# (24693) 1990 SB2
1990 أس بي 2 (ويعرف أيضًا باسم (24693) 1990 أس بي 2 وفق تسمية الكوكب الصغير) (بالإنجليزية: 1990 SB2)‏ هو كويكب ضمن حزام الكويكبات؛ وترتيبه 24693 من حيث الاكتشاف.
اكتُشف هذا الجُرم الفلكي بواسطة Brian P. Roman ‏ في 23 سبتمبر 1990.

## وصلات خارجية
- (24693) 1990 SB2 في قاعدة بيانات مختبر الدفع النفاث لأجرام النظام الشمسي الصغيرة

- الاكتشاف · مخطط المدار ·  العناصر المدارية · المعلمات المادية

- (24693) 1990 SB2 على موقع ويكي سكاي: DSS2, SDSS, GALEX, IRAS, Hydrogen α, X-Ray, Astrophoto, Sky Map, Articles and images